# Jakob von Ibelin
Jakob von Ibelin (auch Jacques oder Jāk, * um 1249; † 1276) war Graf von Jaffa (als solcher auch Jakob von Jaffa) sowie Herr von Ramla im Königreich Jerusalem.
Er war der Sohn von Johann von Ibelin, Graf von Jaffa, Herr von Ramla, und dessen Gattin Maria von Armenien. Beim Tod seines Vaters 1266 wurde er dessen Nachfolger.
Im März 1268 wurden seine Ländereien von den Mamluken erobert, woraufhin er zu Verwandten nach Zypern floh.
Zwischen 1255 und 1260 heiratete er Maria von Montbéliard, Witwe des Hugo von Ibelin-Beirut (Sohn des Balian von Beirut), Tochter des Odo von Montbéliard, Konstabler von Jerusalem, und der Eschiva von Saint-Omer, Fürstin von Galiläa. Die Ehe blieb kinderlos.
Als Jakob 1276 starb, erbte sein jüngerer Bruder Guido von Ibelin († 1304) seine Titularansprüche.